# Dušan Veškovac
Dušan Veškovac (* 16. März 1986 in Kruševac, SFR Jugoslawien) ist ein ehemaliger serbischer Fußballspieler.

## Vereinskarriere
Veškovac wuchs in Kruševac auf und debütierte als 17-Jähriger beim FK Napredak in der serbisch-montenegrinischen ersten Liga. Gleich in seinem ersten Spiel ging es für den Abwehrspieler gegen Roter Stern Belgrad und dessen Stürmerriesen Nikola Žigić. Nach nur neun Spielen wechselte er zum FK Obilić und ging zur Saison 2005/06 innerhalb der Liga zum FK Borac Čačak. Schon nach der Hinrunde der Saison 2006/07 ging er in der Winterpause in die Schweiz, wo seine Eltern lebten; hier stand er seit Januar 2007 beim Zweitligisten FC Wohlen unter Vertrag, bei dem er als „Neuentdeckung der Liga“ galt. In Wohlen beobachtete ihn der Trainer des FC Luzern, Ciriaco Sforza, ein Jahr lang; zum Januar 2008 wurde Veškovac schließlich nach Luzern ausgeliehen, wo er am 3. Februar 2008 beim 1:0-Sieg in Neuenburg sein Debüt in der Super League gab. In der Rückrunde der Saison 2007/08 etablierte sich Veškovac als Stammspieler in der Innenverteidigung neben dem ehemaligen Bundesligaspieler Boubacar Diarra. Dank der beiden neuen Verteidiger war die Abwehr des FCL in der Rückrunde (gemeinsam mit Grasshopper Club Zürich) die beste in der Super League und kassierte in 18 Spielen nur 15 Gegentore, verglichen mit deren 34 in der Hinrunde. Am Ende der Saison verpflichtete der FCL Veškovac fest; er erhielt einen Vierjahresvertrag. Als Veškovac' Stärken gelten vor allem der Zweikampf und das Kopfballspiel. Am 16. Juni 2011 wurde bekannt, dass Veškovac bei YB einen Dreijahresvertrag mit Option auf eine weitere Saison unterschrieb. Im Januar 2014 wechselte er weiter zum FC Toulouse, von wo er die Spielzeit 2015/16 an ES Troyes AC verliehen wurde. Ein Jahr später kehrte er zurück in seine Heimat zum FK Napredak Kruševac, wo er Ende 2019 seine aktive Karriere beendete.